# 山口重知
山口 重知（やまぐち しげとも、1885年（明治18年）8月7日 - 没年不詳）は、東京市区長。教育者。

## 経歴
新潟県三島郡与板町（現在の長岡市）出身。1909年（明治43年）、東京帝国大学文科大学哲学科を卒業。栃木県立真岡中学校教諭、秋田県立横手中学校教諭、鹿児島県立第二鹿児島中学校教諭、鹿児島県立出水中学校校長、福岡高等学校教授、静岡県立沼津中学校校長を歴任した。1925年（大正14年）、台湾総督府視学官に転じ、台北高等商業学校教授を兼ねた。
その後、名古屋市教育部長、東京市視学・主事・教育局体育教育課長を務めた。1938年（昭和13年）、王子区長に転じ、1940年（昭和15年）からは淀橋区長を務めた。